# 松田一輝 (俳優)
松田 一輝（まつだ かずき、1981年4月11日 - ）は、愛知県江南市出身のプロデューサー、クリエーターである。俳優業は休業している。　愛称は「カズキング」「園長」「だーまつ」。血液型はB型。身長は185cm。

## 来歴・人物
趣味は映画鑑賞、カメラ、サウナ、ゴルフ。特技は書道。
高校日本史で教員実習に行ったことから、教員免許を取得している。
2009年2月22日、インディーズ映像制作団体「Cine-colorista（シネ・カラリスタ）」を立ち上げた。
2009年4月、オリジナルアパレルブランド、「Makey（メイキー）」を立ち上げた。
2010年10月、所属事務所アミューズ内、「劇団プレステージ」の旗揚げ座長を務めた。
2011年、7月クラウドファンディングCAMPFIREにて資金調達を達成。
2012年、SNS型劇場公開映画「Love To Rain」をプロデュース。
森川葵を初めて女優として起用した。
2013年8月より、「花と女性」をテーマとするwebサイト「hanaガール」とエイベックスにより設立されたアイドル専門のレーベルおよびプロジェクトである「iDOL Street」とのコラボレーションによる「全世界お花畑化計画」を推進するアイドルユニット「hanarichu(ハナリッチュ)」や小玉梨々華と吉田凜音による百合ユニット「りりりんね」のプロデューサーを務める。
2014年には、アイドル応援アプリ「CHEERZ(チアーズ)」を発案する。
2015年 女の子二人のペア作品を美しく魅せていく「Lilygirl(リリィガール)」の企画・プロデュース
2016年 女の子のアイドルヲタクからなるグループ「おみやげ」プロデューサー
2017年12人の女優モデルの写ルンです写真展「GIRLBOOK suported by FUJIFILM」を企画・プロデュース
2017年 役者になるという想いをもった全ての人々に対し、「学び」と「チャンス」を提供していくサービス「mirroRliar」を
俳優の山田隆之、阿部進之介、and picturesの伊藤主税、foggの関根祐介らと立ち上げた。
『MIRRORLIAR FILMS(ミラーライアー フィルムズ) という短編映画制作プロジェクトにも関わっている。
2018年 2.3次元タレント（Vtuber）「琴吹ゆめ」をプロデュース
2021年 カバー曲でMVを撮り下ろす「MY LITTLE COVER」を企画・プロデュース
2022年 久留栖るな、じゅんな、ゆうな、unaなどSNSクリエイターが所属する事務所「KOUEN」を経営している。

## 出演作品

### テレビ
- 天才てれびくんMAX内 天てれドラマ
  - 『ユゲデール物語最終章〜王の秘密〜』（2006年）零役
  - 『新ユゲデール物語〜惑星ウリハッド〜』（2006年）零役
  - 『新ユゲデール物語 最終章〜宇宙に未来の願いを〜』（2007年）零役

### 映画
- スキヤキ・ウエスタン ジャンゴ（2007年）
- 姦C（2007年）山崎役
- クローズZERO（2007年）
- ピューと吹く!ジャガー THE MOVIE（2008年）ビリー役
- カンフーくん（2008年）
- 僕の彼女はサイボーグ（2008年）カズキ役
- ギララの逆襲/洞爺湖サミット危機一発（2008年）防衛隊員1役
- R246 STORY『JIROル』（2008年）
- ICHI（2008年）
- 恋極星（2009年）
- クローズZEROII（2009年）
- TSY（2012年）
- 春の香り（2025年）藤森孝之役[1]

### ネットムービー
- 姦C（2006年）山崎役
- HEART BEAT FREAKS（2006年）サトシ役
- 求人テレビサイト内「サリダ・アド物語」（2006年）父親役
- 求人テレビサイト内「ドワンゴ開発者物語」（2006年）プログラマー役
- プッシュトークは恋に効く!? 5話（2007年）カズキ役
- 求人テレビサイト内「こんなオレでもいいんですか？」（2007年）田辺正尚役

### ショートムービー
- MUSCAT（2005年）

### DVD
- 忍－エボリューション－〜闇の暗殺者〜（2007年）ミツヨシ役

### PV
- Junk Box 「夢季節」（2007年）ショートムービー出演
- 近藤薫「君がホリデー」（2009年）
- Skoop On Somebody「椛〜momiji〜」（2009年）

### 舞台
- 永遠の一秒（2007年）兵士役
- 廃墟に咲く花（2007年）優也役
- ダブルブッキング（2008年）藤崎竜一役
- ジョリー・ロジャー（2009年）ギュンター役
- Little Alice 〜少年アリスの時間割〜（2009年）ナカガワ役
- 闇の向こう側（2009年）上司役
- ペンシルビルWARS〜眠らぬ街のアツい日〜（2010年）宇崎役
- bond（再）（2011年）半ベエ役
- 松田美由紀さんはとてもいいひとだ（2011年）AD松田、他役